# 第19號鋼琴奏鳴曲 (貝多芬)
g小調第19號鋼琴奏嗚曲，作品編號49之1，是貝多芬的鋼琴奏鳴曲，於1805年1月與第20號共同出版，創作年份比第20號為晚，大慨是1797年期間，大約就是他同時創作第4號至第7號奏鳴曲之間。不過樂譜手稿現時已失傳，只存有草稿及首發版樂譜。
全曲演奏時間約為9至10分鐘。

## 背景
貝多芬早期的作品出版與其弟弟卡斯帕・安東・卡爾・范・貝多芬有着重要關係，卡斯帕對貝多芬的作品、尤其是早期時代有很大的決定權，他負責與樂譜出版商相討貝多芬樂譜出版事宜，因此，他會審視貝多芬的作品，決定該作品是否值得出版，部份樂譜因此或在交予卡斯帕後被遺失、甚至被毀掉。而第19號及第20號的出版，相信是卡斯帕在貝多芬不知情的情形下，把樂稿交予維也納美術工藝社出版。

## 樂曲結構
本奏鳴曲共有兩個樂章，分別是：
- 第一樂章：行板（Andante）
- 第二樂章：迴旋曲：快板（Rondo: Allegro）

## 樂曲分析
鋼琴家查爾斯·羅森認為這首奏鳴曲雖然看似沒有技巧上的難度，但卻是一首影響深遠而非常出色的作品。

### 第一樂章
以奏鳴曲式寫成。

### 第二樂章
採用平行調性的G大調寫成。相對貝多芬其他的迴旋曲樂章，這一首明顯地有一個較長的插段部份，而第二插段的素材亦是取自第一插段而加以變化。

## 外部連結
- 波恩貝多芬之家有關《第19號》及《第20號鋼琴奏鳴曲》資料（德文）
- 希夫·安德拉斯談論貝多芬的《第19號鋼琴奏鳴曲》 （页面存档备份，存于）
- 貝多芬《第19號鋼琴奏鳴曲》：国际乐谱典藏计划上的乐谱
- 帕福利·江珀潘恩（Paavali Jumppanen）於伊莎貝拉嘉納藝術博物館內的演奏版本
- 贝多芬《第19号钢琴奏鸣曲》创作历程的介绍及对音乐内容的评论（英文）